# فيليب بيكر
فيليب بيكر (بالإنجليزية: Philip Becker) هو سياسي أمريكي، ولد في 25 أبريل 1830 في ألمانيا، وتوفي في 4 يوليو 1898 في الولايات المتحدة. حزبياً، نشط في الحزب الجمهوري.